# Alemanha Ocidental nos Jogos Olímpicos de Inverno de 1976
A Alemanha Ocidental competiu nos Jogos Olímpicos de Inverno de 1976, realizados em Innsbruck, Áustria.